# Ekow Boye-Doe
Ekow Boye-Doe (Accra, 4 novembre 1999) è un giocatore di football americano ghanese che milita nel ruolo di cornerback per i Kansas City Chiefs della National Football League (NFL).

## Carriera
Al college Boye-Doe giocò a football a Kansas State. Dopo non essere stato scelto nel Draft NFL 2023 firmò con i Kansas City Chiefs. Fu svincolato prima dell'inizio della stagione regolare ma rifirmò poco dopo con la squadra di allenamento. Il 28 novembre fu promosso nel roster attivo. Nella sua prima stagione regolare disputò sei partite, nessuna delle quali come titolare.

## Palmarès
- Super Bowl : 1

Kansas City Chiefs: LVIII
- American Football Conference Championship: 1

Kansas City Chiefs: 2023